# Giancarlo Ghirardi
Pour les articles homonymes, voir Ghirardi.
 (octobre 2014).
Si vous disposez d'ouvrages ou d'articles de référence ou si vous connaissez des sites web de qualité traitant du thème abordé ici, merci de compléter l'article en donnant les références utiles à sa vérifiabilité et en les liant à la section « Notes et références ».
Giancarlo Ghirardi est un physicien italien et professeur émérite né le 18 octobre 1935 à Milan en Italie et mort le 1er juin 2018 à Grado en Italie.

## Biographie
Giancarlo Ghirardi a été membre du comité éditorial des revues Foundations of Physics et Studies in History and Philosophy of Science (en). Il a été membre fondateur et a présidé la Société italienne des fondements de la Physique (Società Italiana di Fondamenti di Fisica).

## Travaux principaux
Les intérêts de recherche de Giancarlo Ghirardi touchent à une  variété des sujets de physique théorique, mais à partir de 1983 il se concentre principalement sur les fondements de la mécanique quantique. Il est notamment connu pour la théorie GRW, qu'il a proposée en 1985 avec Alberto Rimini et Tullio Weber pour résoudre le problème de la mesure quantique.

## Récompenses
La présidente de la province de Trieste, Maria Teresa Bassa Poropat, a conféré le « Sigillo Della Provincia Di Trieste » (Sceau de la province de Trieste) à GianCarlo Ghirardi pour sa recherche et son enseignement, pour son engagement à la promotion et au développement de la physique à Trieste et pour son activité intense et fructueuse comme l'écriture de livres populaires et de publications scientifiques.